# Galewice (gromada)
Galewice – dawna gromada, czyli najmniejsza jednostka podziału terytorialnego Polskiej Rzeczypospolitej Ludowej w latach 1954–1972.
Gromady, z gromadzkimi radami narodowymi (GRN) jako organami władzy najniższego stopnia na wsi, funkcjonowały od reformy reorganizującej administrację wiejską przeprowadzonej jesienią 1954 do momentu ich zniesienia z dniem 1 stycznia 1973, tym samym wypierając organizację gminną w latach 1954–1972.
Gromadę Galewice siedzibą GRN w Galewicach utworzono – jako jedną z 8759 gromad na obszarze Polski – w powiecie wieluńskim w woj. łódzkim, na mocy uchwały nr 40/54 WRN w Łodzi z dnia 4 października 1954. W skład jednostki weszły obszary dotychczasowych gromad Galewice, Niwiska, Galewice A, Osowa, Osowa-Towarzystwo i Kaski oraz wieś Kuzaj i osada pokarczemna Kuzaj z dotychczasowej gromady Kuzaj ze zniesionej gminy Galewice w tymże powiecie.
13 listopada 1954 (po pięciu tygodniach) gromada weszła w skład nowo utworzonego powiatu wieruszowskiego w tymże województwie, gdzie ustalono dla niej 17 członków gromadzkiej rady narodowej.
1 stycznia 1970 do gromady Galewice z miasta Wieruszów przyłączono grunty orne o powierzchni 104,74 ha, położone we północnej części miasta.
Gromada przetrwała do końca 1972 roku, czyli do kolejnej reformy gminnej. 1 stycznia 1973 – tym razem w powiecie wieruszowskim – reaktywowano gminę Galewice.